# ジグリ自然保護区

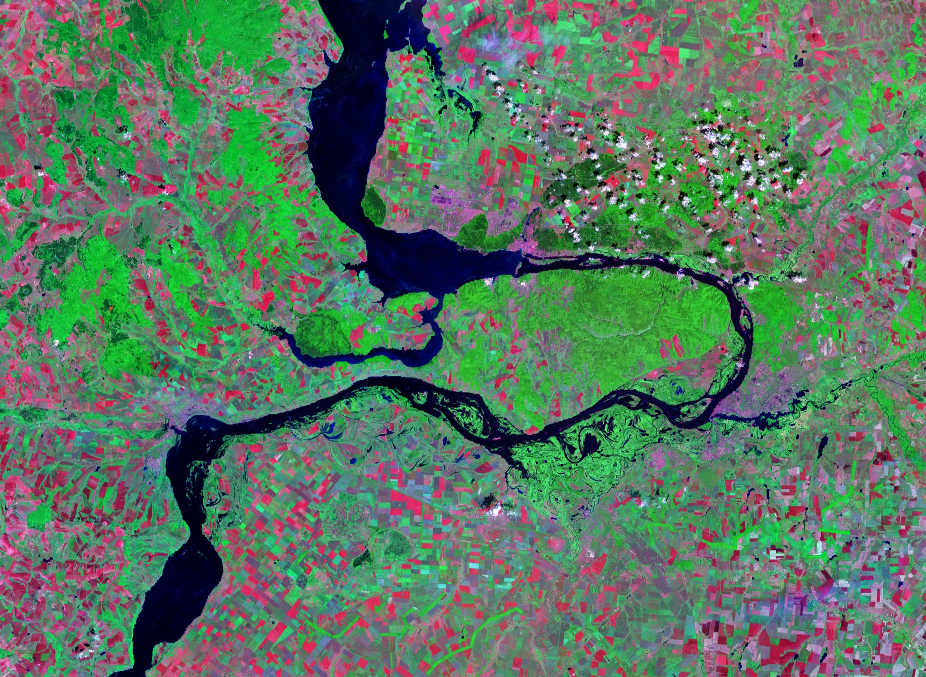
ジグリ自然保護区の衛星写真で、半島の北部の深緑の所

ジグリ自然保護区（ジグリしぜんほごく、ロシア語: Жигулёвский заповедник）はロシア・サマーラ州にある自然保護区である。北から南へ流れるヴォルガ川が中流にあるサマーラ近くでジグリ山塊（Zhiguli Mountains）に突き当たり、大きく時計回りに迂回して、再び北から南へ流れに戻る、有名なサマラ曲りに囲まれた半島形の場所の北部にある。このサマーラ曲りにトリヤッチ市、サマーラ市があり、世界で最大といわれるジグリ水力発電所（Zhiguli Hydroelectric Station、旧名：クイビシェフ水力発電所）もある。
一帯の山岳部にはマツ林と岩の多いステップ、平野部には落葉樹林、混交林、草地と森林ステップがある。この場所の自然保護区としての最初は1927年に科学研究のために始まっている。その後林業に重きを置く管理がなされ、しかしめずらしいシカの一種、キハダの一種も発見されている。さらに近くに油田が発見されて、石油の採掘も試みられたが、1961年～1969年には閉鎖されている。
1977年には自然保護区として再開されて、正式名は「スプルィギン記念ジグリ自然保護区」（Жигулёвский заповедник им. И. И. Спрыгина）となり、この自然公園の重要性を初期から訴えて、初代管理者を務めた植物学者、イヴァン・スプルィギン（И. И. Спрыгин、1873～1942）を記念した名称に変更している。また、保護区の南側は「サマーラ・ルカ国立公園」に隣接し、一帯は2006年に「ヴォルガ中流域統合生物圏保護区」としてユネスコの生物圏保護区に指定された。

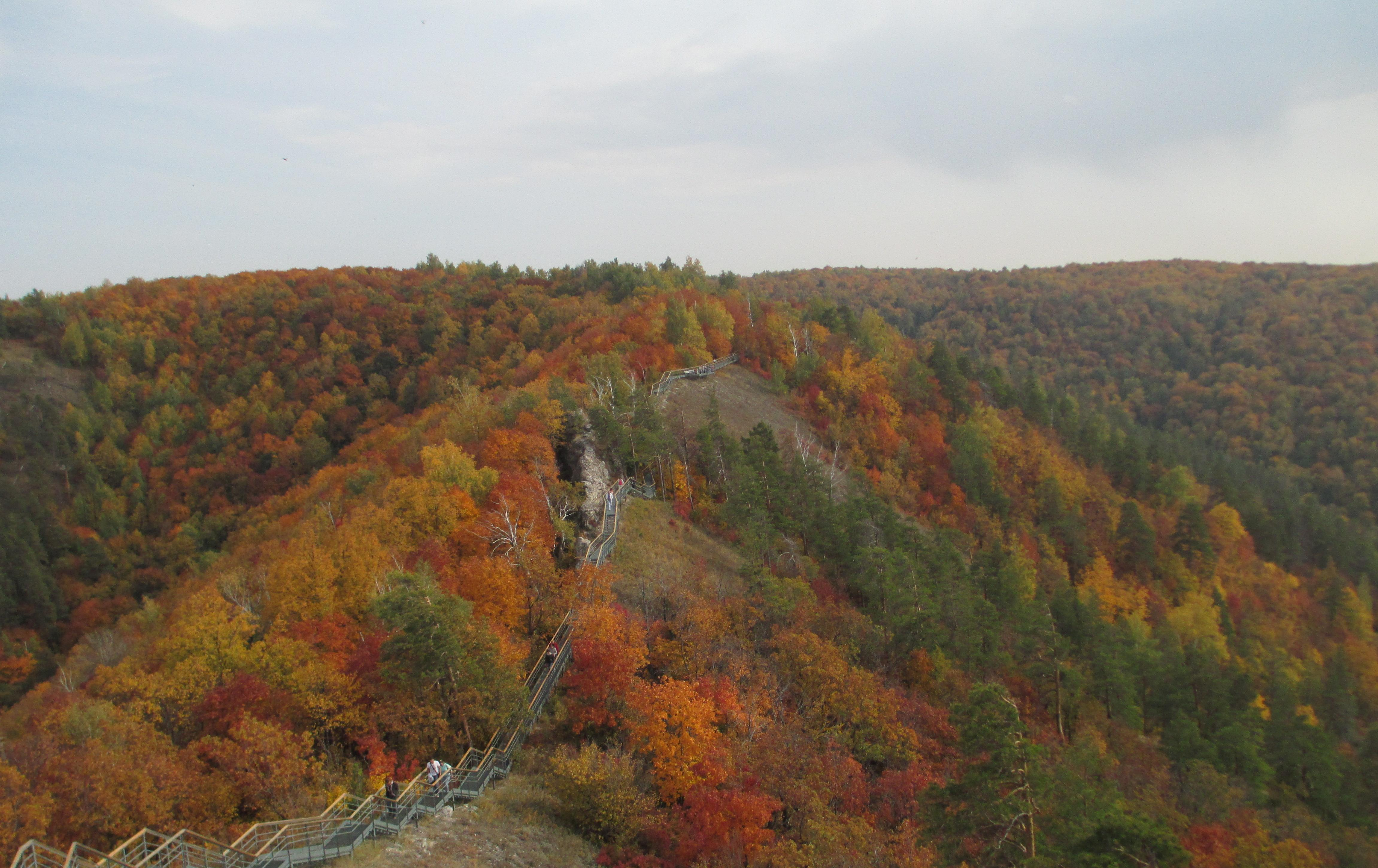
ジグリ自然保護区の秋
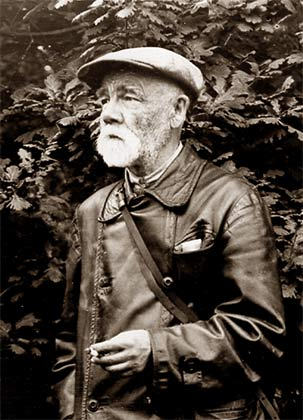
イヴァンI.スプクルイギン